# Aechmea laevigata
Aechmea laevigata är en gräsväxtart som beskrevs av Elton Martinez Carvalho Leme. Aechmea laevigata ingår i släktet Aechmea och familjen Bromeliaceae. Inga underarter finns listade i Catalogue of Life.